# الحرب السنهالية البرتغالية
الحرب السنهالية البرتغالية هي سلسلة من الصراعات نشأت منذ العام 1527 واستمرت حتى عام 1658، ودارت بين ممالك الشعب السنهالي المؤلفة من سيلان (سريلانكا حاليًا) وحلفائها ضد الإمبراطورية البرتغالية. سعى البرتغاليون إلى توسيع مراكز تجارتهم لتصل إلى كولمبو، والهدف هو إدراج سيلان ضمن الإمبراطورية البرتغالية النامية آنذاك.
وسّع البرتغاليون مجال تأثيرهم ليصل إلى الجزيرة عبر استغلال الخصامات السياسية بين الممالك الأصلية، ونصبوا حكامًا عملاء لهم على عروش عددٍ من الممالك، وحكموا مناطق أخرى بشكل مباشر باعتبارها جزءًا من سيلان البرتغالية. سمحت لهم تلك المكائد بالسيطرة على مملكة كوتاي، لكن الاستثمار الأكبر للبرتغاليين كان مملكة ستاواكا، والتي اتسعت رقعتها بين عامي 1521 و1587 -إثر الانتصارات العسكرية واحتلال عددٍ من الممالك الأصلية الأخرى- وشملت أراضيها معظم سيلان. حاول الملك راجاسينها الأول، ملك ستاواكا، طرد البرتغاليين من الجزيرة، لكنه طُرد إثر الخسائر الكبيرة التي تعرض لها أثناء حصار كولمبو بين عامي 1587 و1588. تمردت معظم الأراضي المحتلة حديثًا حينها ضد ستاواكا. أصبحت تلك الممالك المتخاصمة المقسمة وغير المنظمة أهدافًا سهلة للتوسع البرتغالي. ففرض البرتغاليون مزيدًا من السيطرة على ممالك كوتاي (1551) وجفنا (1591) ورايغاما (1593) وستاواكا (1593) عقب سلسلة من الصراعات العسكرية والمناورات السياسية.
في عام 1592، نصّب البرتغاليون حاكمًا عميلًا لهم على عرش مملكة كاندي، لكنه توفي بعد فترة قصيرة في ظروف غامضة، واضطروا إلى الانسحاب. سعى البرتغاليون إلى إخضاع آخر مملكة كبرى في سيلان، لذا شنوا غزوًا عسكريًا شاملًا على كاندي في حملة دانتور عام 1594. كان الغزو كارثة للبرتغاليين، فسُحق جيشهم بالكامل على يد محاربي العصابات من مملكة كاندي. تحوّلت الحرب إلى طريق مسدود، وفشلت المساعي البرتغالية اللاحقة لاحتلال كاندي مرارًا. في المقابل، لم يستطع سكان كاندي التغلب على البرتغاليين وطردهم خارج الجزيرة. أدت سلسلة من التمردات في سيلان البرتغالية وكاندي إلى موافقة الطرفين على هدنة عام 1621. أدت الهدنة إلى تحوّل كاندي رسميًا لإمارة تابعة للبرتغال، لكنها حافظت على استقلالها على أرض الواقع. سمح ذلك للطرفين بسحق التمردات في المناطق الخاضعة لكل منهما، ما أنهى الصراع المباشر بين البرتغال وسيلان على مر السنوات الـ 17 التالية. استطاع البرتغاليون أيضًا احتلال إمارات فاني عام 1621.
كُسر الصلح الهش بين الطرفين عقب تدخل شركة الهند الشرقية الهولندية عام 1638، والتي سعت لاستغلال الوضع والسيطرة على الممتلكات الاستعمارية البرتغالية، حينها كانت الحرب الهولندية البرتغالية دائرة بين الطرفين. شكّل الهولنديون تحالفًا مع كاندي، وانتصروا سوية في عدة معارك ضد البرتغاليين، أبرزها حصار غالي عام 1640. لكن التحالف الهولندي الكاندي تفكك، وخاضت القوى الكبرى الثلاث المتبقية حربًا ثلاثية الأطراف لفترة من الزمن. أعاد الهولنديون التحالف مع كاندي عام 1649 لطرد البرتغاليين من الجزيرة. احتُلت العاصمة البرتغالية كولمبو عام 1656، لكن حال الانتهاء من ذلك، غدر الهولنديون بحلفائهم واحتفظوا بالمستعمرات البرتغالية لأنفسهم.
بحلول نهاية الحرب عام 1658، طُردت كافة القوات البرتغالية من الجزيرة، فانتهت بذلك سيلان البرتغالية. كانت مملكة كاندي آخر مملكة من الشعوب الأصلية موجودة في سيلان، وحكمت نحو نصف الأراضي. احتفظ الهولنديون بالمراكز السكانية الكبرى، وشكلوا سيلان الهولندية.

## أصول تاريخية
وصل البرتغاليون إلى سريلانكا عام 1505، وأسسوا علاقات تجارية بينهم وبين مملكة كوتاي. خلال أوائل القرن السادس عشر، وجه البرتغاليون اهتمامهم الرئيس نحو الدفاع عن مصالحهم التجارية، تحديدًا تجارة التوابل المغرية. لكن مع مرور الوقت، تغيرت هذه السياسة تدريجيًا نحو طموحات بالمزيد من الأراضي بنية احتلالها. أثرت أمور عديدة على هذا التغير في السياسة البرتغالية، كموارد الجزيرة وموقع سريلانكا الاستراتيجي للتجارة والأمن البحري وبروز الإمبراطورية المغولية في الهند.
في عام 1521، تمرّد ثلاثة من أبناء ملك كوتاي، وهو فجياباهو السابع، على والدهم، واقتسم الأبناء الثلاثة الممالك فيما بينهم. فحصل مايادوني على مملكة ستاواكا، ومُنح باراراجاسينغا إمارة رايغما، وحكم فوفانيكاباهو الجزء المتبقي من كوتاي. أعطت الخلافات والصراعات اللاحقة بين الممالك الثلاث فرصة للبرتغاليين كي يوسعوا مجال هيمنتهم على الجزيرة، فأصبحوا منخرطين في السياسة الداخلية للممالك.
اكتفى البرتغاليون في البداية بتأمين حصتهم من تجارة القرفة في كولمبو، ودعموا حلفاءهم حكام كوتاي ودافعوا عنهم. لكن بعدما تحوّل دارامبالا إلى المسيحية، ونقل مملكته لتصبح تابعة لملك البرتغال عند وفاته عام 1597، اعتبر البرتغاليون كوتاي أرضًا تابعة لهم، وأخذوا بعين الاعتبار احتلال الجزيرة بأكملها لتأمين أراضيهم.

## المراحل الأولى 1521–1538
خلال اللقاءات الأولى بين البرتغاليين وسكان الجزيرة، أرسل البرتغاليون مساعديهم إلى ملك كوتاي، فوفانيكاباهو، للدفاع عنهم ضد هجمات مملكة ستاواكا. ازداد تأثير البرتغاليين على كوتاي عبر المساعدات العسكرية التي وفروها لهم.

## توسع ستاواكا 1538–1587
في عام 1551، انتهى التحالف المضطرب بين البرتغاليين وكوتاي عقب وفاة فوفانيكاباهو. قُتل الأخير بعيارٍ ناري أطلقه جندي برتغالي، وادعى البرتغاليون أن الحادثة وقعت عن طريق الخطأ عندما كان الجندي يُفرغ سلاحه. عقب وفاة فوفانيكاباهو، نُصّب حفيده دارمابالا على العرش تحت حماية البرتغاليين. لاحقًا، تحوّل دارمابالا إلى المسيحية وأصبح تابعًا للإمبراطور البرتغالي. أشعل ذلك الحدث سلسلة من الحملات العسكرية بين البرتغاليين والسنهاليين، قادتها مملكة ستاواكا في البداية، ثم مملكة كاندي لاحقًا.

### حصار كولمبو بين عامي 1587–1588
بعدما انتصر الملك راجاسينها الأول، ملك ستاواكا، على مملكة كاندي، حوّل اهتمامه نحو الحصن البرتغالي في كولمبو. زامن راجاسينها حملته لتبدأ بعد فترة قصيرة من بداية الموسم الرطب، فلن يتمكن البرتغاليون حينها من إرسال التعزيزات بحرًا. وصل الجيش السنهالي إلى محيط كولمبو في الرابع من يونيو، وكان مؤلفًا من 50 ألف رجلٍ و2200 فيلٍ و40 ألف ثور و15 مدفعًا برونزيًا من العيار الصغير. ولدعم الجيش، أرسل الملك 65 سفينة صغيرة الحجم لحصار الحصن من البحر. كان الكابتن البرتغالي المدافع عن الحصن هو جواو كوريا دي بريتو، وامتلك 300 جندي برتغالي معززين بـ 700 جندي سريلانكي، بالإضافة إلى السكان المدنيين البالغ عددهم 60 ألفًا. أخذ جواو بعين الاعتبار احتمال تعرضه للحصار، لذا كدّس مخزونًا من إمدادات المؤن والذخيرة. اضطر الأسطول البرتغالي الصغير المؤلف من 6 قوادس صغيرة إلى الرسو بسبب الطقس، لكن بريتو أرسل زورقًا صغيرًا ليطوف البحر وصولًا إلى غوا حاملًا نداء استغاثة.
علم راجاسينها بدفاعات كولمبو، والتي شملت أيضًا بحيرة حولها البرتغاليون إلى خندق مائي على الجانب الجنوبي، فبدأ راجاسينها الحصار عن طريق حفر التحصينات حول أسوار الحصن وتجفيف البحيرة، وهو أمرٌ استمر شهرًا كاملًا. بعد انتهاء الحفر، جمع راجاسينها جيشه الكامل خارج كولمبو في استعراضٍ للقوة، وبدؤوا إطلاق صيحات الحرب لإخافة المحاصرين. لم يهب ذلك بريتو، الذي طلب إرسال طلعة عسكرية نحو الجيوش القريبة من المدينة، ما أثار إرباك المحاربين السنهاليين بشدة.
في ليلة الثالث من شهر أغسطس، أمر راجاسينها بتنفيذ أول غارة كبرى. حاول آلاف المحاربين السنهاليين تسلق أسوار كولمبو، بينما حاول المهندسون العسكريون (بمساعدة مئات الفيلة) اختراق الأسوار. لاقى السنهاليون تفوق القوة النارية البرتغالية. فاستطاع بعض السنهاليين التسلق والوصول إلى معقلي ساو لورينتسو وساو غونسالو، لكنهم قوبلوا بهجوم برتغالي مضاد وعنيف. بحلول الصباح التالي، طُرد السنهاليون بعد تكبدهم خسائر تُقدر بـ 400 قتيل و2000 جريح.